# (1701) Okavango
(1701) Okavango es un asteroide que forma parte del cinturón de asteroides y fue descubierto el 6 de julio de 1953 por Joseph Churms desde el observatorio Unión de Johannesburgo, República Sudaficana.

## Designación y nombre
Okavango fue designado inicialmente como 1953 NJ.
Más tarde se nombró por el Okavango, uno de los principales ríos de África.

## Características orbitales
Okavango órbita a una distancia media de 3,163 ua del Sol, pudiendo acercarse hasta 2,558 ua. Su excentricidad es 0,1911 y la inclinación orbital 16,28°. Emplea 2055 días en completar una órbita alrededor del Sol.